# Hochfelden (Zwitserland)
Hochfelden is een gemeente en plaats in het Zwitserse kanton Zürich, en maakt deel uit van het district Bülach.

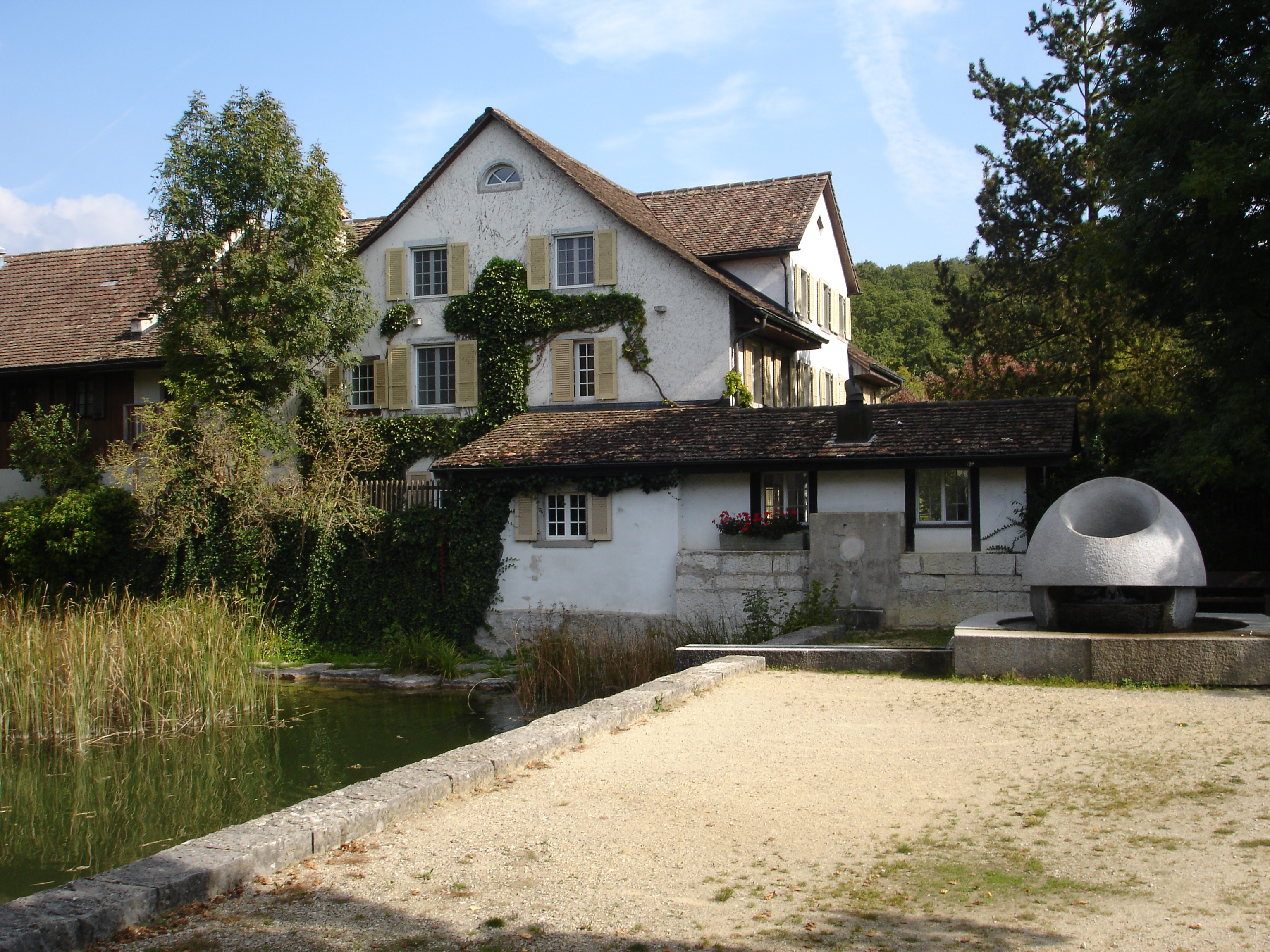
Hochfelden

Hochfelden telt 1716 inwoners.